# Famille de Saulx
Pour les articles homonymes, voir Saulx.
La famille de Saulx puis de Saulx-Tavannes est une illustre et ancienne maison de Bourgogne que l'on fait remonter au XIe siècle et qui a fourni de grands généraux à la France ainsi que de hauts dignitaires à l'Église. Elle tire son nom du château de Saulx-le-Duc, en Côte-d'Or, forteresse que cette maison possédait déjà au XIIe siècle.

## Historique
| Blason de la famille de Saulx-Tavannes.svg | Les armes des Saulx-Tavannes se blasonnent ainsi : D'azur, au lion d'or, armé et lampassé de gueules. DeviseSemper Léo |

Le premier seigneur connu est Vilain de Saulx (Wilencus Salitiensis), dont le nom est cité vers l'an 1000. Puis c'est ensuite Guy de Grancey qui lui succède en 1016 comme seigneur de Saulx. L'union des deux seigneuries prend fin vers 1080, Renaud I est sire de Grancey et Guy III est sire de Saulx.
La famille de Saulx, dont la ligne directe s'est éteinte au début du XIVe siècle, a formé plusieurs branches – aujourd'hui toutes éteintes – dont la plus célèbre est celle des Saulx-Tavannes, « Tavannes » provenant de Marguerite de Tavannes – sœur et héritière de Jean de Tavannes, gentilhomme allemand du comté de Ferrette au service de la France – que Jean de Saulx épousa en 1504).
En 1786, Charles François Casimir de Saulx est fait duc de Tavannes par le Roi Louis XVI.
En 1814, son fils, Charles Casimir de Saulx, est fait duc de Saulx Tavannes par Louis XVIII.
Le dernier représentant de cette maison, le 2e duc de Saulx-Tavannes, Roger-Gaspard, pair de France, s'est donné la mort en novembre 1845.

## Demeures
- Château de Lugny, à Lugny, en Haut-Mâconnais[4].
- Château de Sully
- Château de Lux
- Château du Pailly
- Hôtel de Saulx (Dijon)
- Château de Brancion
- Château de Cruzille
- Château de Lessard en Bresse

## Membres illustres
- Gaspard de Saulx, maréchal de France (1509-1573)
- Guillaume de Saulx (1553-1633), fils du précédent ;
- Jean de Saulx (1555-1630), frère du précédent ;
- Jacques de Saulx (1620-1683), fils de Guillaume ;
- Nicolas de Saulx-Tavannes (1690-1759), petit-fils du précédent, archevêque de Rouen, cardinal, grand aumônier de France
- Charles François Casimir de Saulx, 1er duc de Tavannes, petit-neveu du précédent ;
- Charles-Casimir de Saulx (1769-1820), fils du précédent, 2e duc de Tavannes et 1er duc de Saulx-Tavannes ; père du 2e duc de Saulx-Tavannes, Roger-Gaspard de Saulx.

## Pour approfondir